# Geschiedenis van Burkina Faso
Dit artikel beschrijft de geschiedenis van Burkina Faso van de oudheid tot de moderne tijd.

## Vroegste tijd

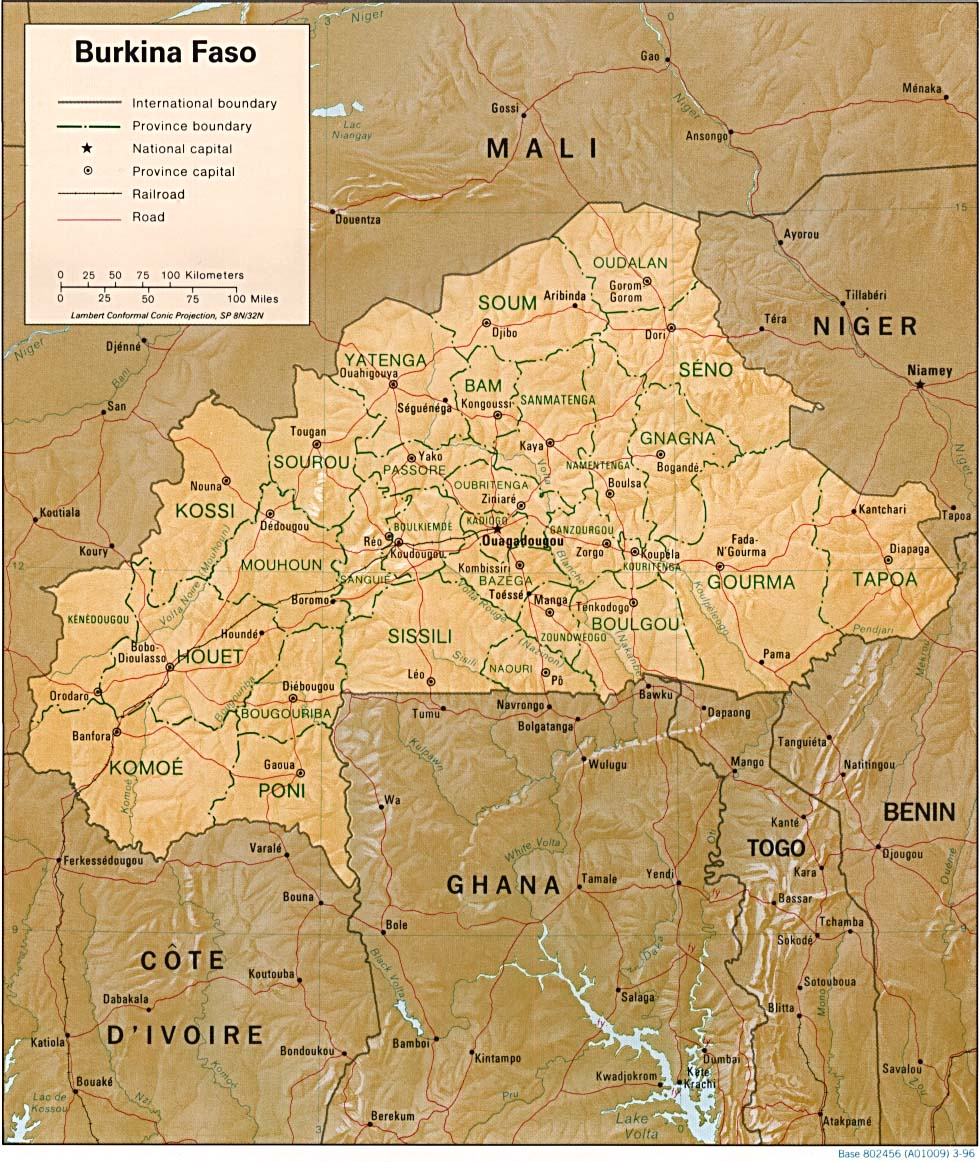
Burkina Faso op de kaart

Archeologische opgravingen in Bura in het zuidwesten van Niger en het aangrenzende zuidwestelijk deel van Burkina Faso wijzen op de aanwezigheid van de zogeheten Buracultuur van de 3e eeuw tot de 13e eeuw na Christus. De Bura's vestigden zich langs de rivier de Niger. 
In de plaats Loropéni zijn veel ruïnes gevonden die dateren van voor de komst van de Europeanen. Heel veel is er niet bekend over de geschiedenis van Loropéni. Mogelijk speelde de plaats een belangrijke rol in de goud- en/of slavenhandel. In 2009 werden de ruïnes door UNESCO op de werelderfgoedlijst geplaatst.
Van de middeleeuwen tot het einde van de 19e eeuw werd de regio geregeerd door de Mosi. Zij waren boeren en handelaars en verwant aan de Dagomba die in het noorden van Ghana wonen. De Mossi-koninkrijken verdedigden het gebied meerdere keren succesvol tegen de moslimbuurlanden in Noord-Afrika.

## Frans kolonialisme
Aan het einde van de negentiende eeuw werd Afrika verdeeld door de verschillende koloniale machten. Frankrijk claimde grote gebieden in West-Afrika. Burkina Faso werd in 1896 onderdeel van Frans West-Afrika. Mossi-legers boden verzet, maar gaven zich over na de val van de hoofdstad Ouagadougou. Binnen Frans-West-Afrika, dat een federatie van diverse kolonies was, werd op 1 maart 1919 de kolonie Opper-Volta opgericht uit gebied dat voorheen onderdeel was van de kolonies Opper-Senegal en Niger en Ivoorkust. Op 1 januari 1933 werd de kolonie opgeheven en werd het gebied verdeeld over de kolonies Ivoorkust, Frans-Soedan en Niger, maar op 4 september 1947 werd de kolonie hersteld. In 1958 werd de kolonie als de Republiek Opper-Volta een zelfbesturende kolonie binnen de Franse Communauté.

## Onafhankelijkheid (1960-1966)

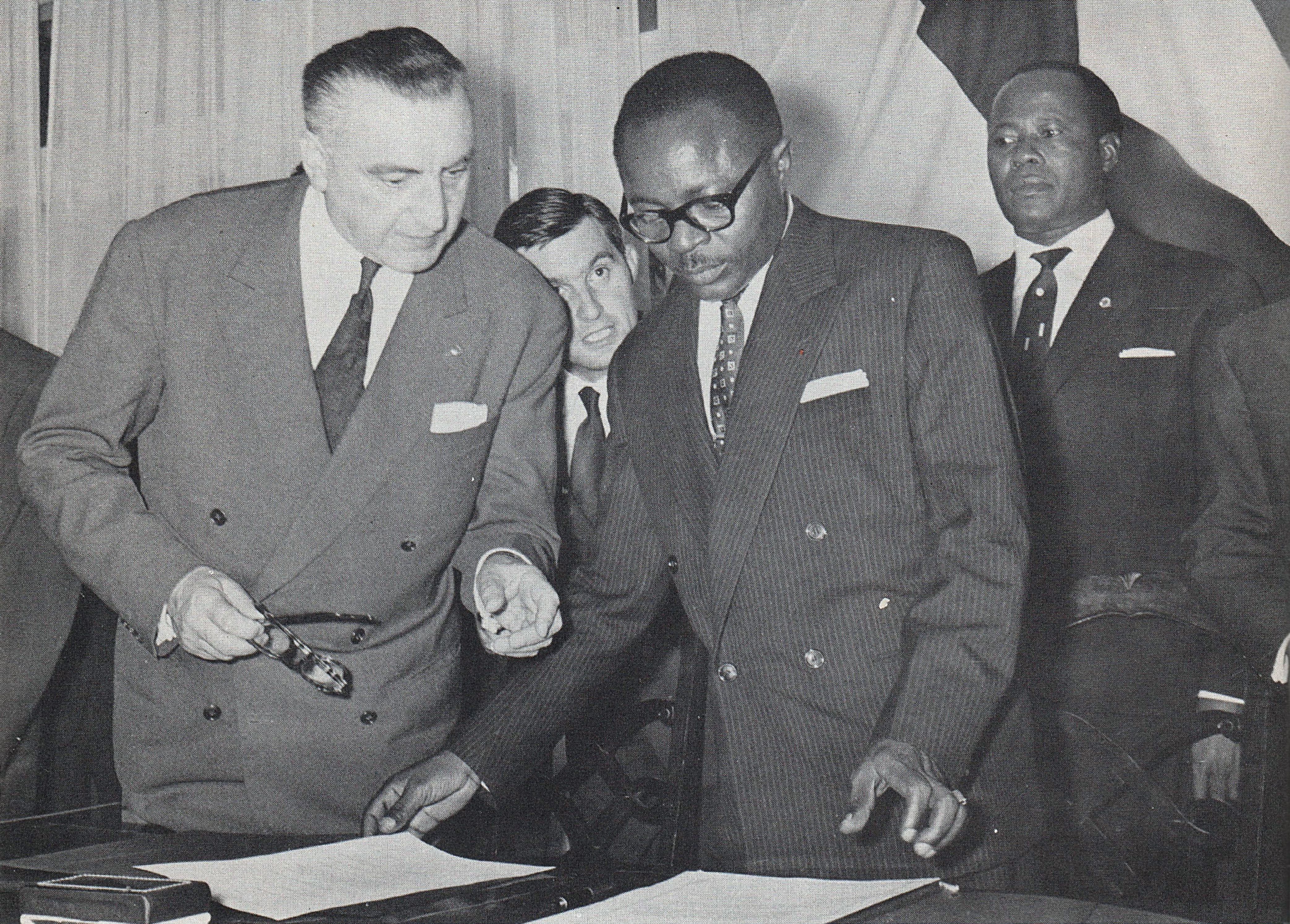
De eerste president Maurice Yaméogo tijdens het uitroepen van de onafhankelijkheid van Opper-Volta

Frankrijk besloot op 11 juli 1960 dat de Republiek Opper-Volta onafhankelijk mocht worden. Een kleine maand later, op 5 augustus, verklaarde Opper-Volta zich onafhankelijk. De eerste president was Maurice Yaméogo van de Democratische Unie van Volta (DUV). Er was een grondwet waarin was vastgelegd dat elke vijf jaar een nieuw parlement en een nieuwe president werden verkozen. Kort nadat hij aan de macht kwam verbood Yaméogo alle andere partijen, behalve de DUV. Zijn regering was zeer corrupt en gaf voorrang aan de Franse politieke en economische belangen. Een kleine elite profiteerde daarvan, in tegenstelling tot de rest van de bevolking.

## Bewind van Lamizana (1966-1980)
De bevolking ging in 1966 massaal de straat op om te demonstreren tegen het regeringsbeleid. Het leger greep uiteindelijk in en Yaméogo werd afgezet. De couppleger schortte de grondwet op en stuurde het parlement naar huis. Luitenant-kolonel Sangoulé Lamizana trad aan als nieuwe president. Hij gaf leiding aan verschillende semimilitaire regeringen. Het land werd in 1973 getroffen door een zware Saheldroogte, maar kreeg hulp van de Verenigde Naties en de Verenigde Staten.
In 1970 ratificeerde de bevolking een nieuwe grondwet. Via een transitieperiode van vier jaar moest het land de overstap maken naar een burgerregering. Er was echter veel te doen om de nieuwe grondwet, waardoor alles veel trager verliep. Pas in 1978 waren er weer vrije verkiezingen waarbij Lamizana werd herkozen.
Lamizana's regering raakte aan het begin van de jaren tachtig in conflict met de machtige vakbonden. Op 20 november 1980 werd Lamizana afgezet bij een geweldloze staatsgreep en opgevolgd door kolonel Saye Zerbo. Diens regering raakte echter ook in conflict met de vakbonden en werd op 7 november 1982 afgezet. Zijn opvolger was Jean-Baptiste Ouédraogo. 

## Een nieuwe wind en een nieuwe naam onder Sankara (1980-1987)
Ouédraogo handhaafde het verbod op politieke partijen. Binnen zijn eigen partij was er een strijd gaande tussen linkse en rechtse facties. Ouédraogo stelde in januari 1983 de meer links georiënteerde Thomas Sankara aan als premier. Sankara begon een bedreiging te vormen voor Ouédraogo, waarop de president hem in mei 1984 gevangen liet zetten. Hij werd echter bevrijd door kapitein Blaise Compaoré. Een paar maanden later pleegde Compaoré een coup die Sankara aan de macht bracht.
Sankara's regering wijzigde de naam van het land in augustus 1984 naar Burkina Faso, wat zoveel betekent als land van de oprechte mensen. Sankara lanceerde een ambitieus sociaaleconomisch programma met een sterke anti-imperialistische insteek. Zo weigerde het land alle buitenlandse hulp en stelde dat de buitenlandse schuld veroorzaakt door vorige regeringen verviel. Qua binnenlandse politiek was een van zijn speerpunten een campagne tegen analfabetisme. Hij zette bovendien volop in op de aanleg van (spoor)wegen, massale vaccinatiecampagnes en het tegengaan van vrouwenbesnijdenis, gedwongen huwelijken en polygamie. 
Sankara wilde de landbouw snel ontwikkelen zodat Burkina Faso zelfvoorzienend zou zijn. Door zijn "culturele revolutie" (gratis wonen, de huren werden afgeschaft, de verbouwing van de hoofdstad Ouagadougou) raakte het land volgens velen economisch in verval, maar Sankara had tegelijkertijd de hongersnood binnen 4 jaar verholpen. Het land had een voedseloverschot, dat werd verkocht aan buurlanden. Ondanks de economische problemen leefde er wel het gevoel dat de regering iets ondernam om het land te ontwikkelen.
25 december 1985, eerste kerstdag, brak er een korte oorlog uit met buurland Mali. Reden voor de oorlog was een strook land van zo'n 160 kilometer lang, met veel natuurlijke mineralen in de grond. De oorlog duurde vijf dagen en er vielen ongeveer honderd doden. Beide landen kwamen tot een staakt-het-vuren na bemiddeling van de Ivoriaanse president Félix Houphouët-Boigny. De zaak werd voor het Internationaal Gerechtshof gebracht dat oordeelde dat de strook tussen beide landen moest worden opgedeeld.

## Periode Compaoré (1987-2014)

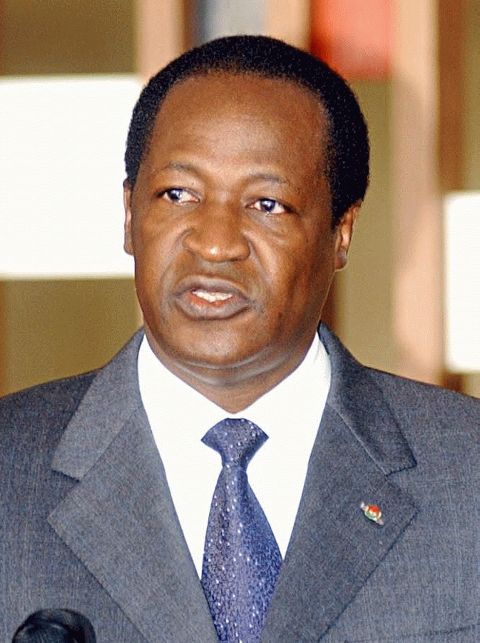
President Blaise Compaoré

Sankara was op 15 oktober 1987 het slachtoffer van een aanslag, waarna majoor Compaoré, op dat moment minister van Justitie, aan de macht kwam. Hij richtte het Volksfront op waarin diverse linkse en gematigde partijen zitting namen. Compaoré werd zelf voorzitter van het Volksfront waarin Organisation pour la Democratie/Mouvement du Travail (OD/MT) de belangrijkste plaats innam. Twee jaar na deze staatsgreep liet Compaoré de majoors Henri Zongo en Jean-Baptiste Boukary-Lingani terechtstellen omdat zij hadden geprobeerd een staatsgreep te plegen.
In 1991 werd in Burkina Faso een referendum gehouden over de invoer van een meerpartijenstelsel. Het grootste deel van de bevolking bleek voorstander van het invoeren van een meerpartijenstelsel. Naast de in het Volksfront georganiseerde partijen werden er ook oppositiepartijen toegestaan. De OD/MT werd opgeheven en vervangen door het Congres voor Democratie en Vooruitgang. In 1991 zegde president Blaise Compaoré tevens het marxisme min of meer vaarwel en voerde de markteconomie in. Het marxisme werd echter pas in 1997 officieel als politieke leer van Burkina Faso afgeschaft.
Hoewel het land sedert 1991 een democratie is, regeerde president Compaoré met harde hand. Voor al te veel oppositie was er onder zijn bewind geen plaats, evenmin voor een vrije pers. In oktober 2014 braken hevige onlusten uit nadat een wet was aangenomen waardoor de 63-jarige Compaoré zich opnieuw verkiesbaar zou kunnen stellen als president. Compaoré kondigde eind oktober de noodtoestand af en trad af.
De legerofficier Yacouba Isaac Zida volgde Compaoré op als waarnemend president. Hij werd twee weken later opgevolgd door de burger Michel Kafando. Kafando benoemde Zida tot zijn premier. In juli 2015 ontnam Kafando Zida de portefeuille defensie, nadat Zida in botsing was gekomen met het leger. 
Op 16 september 2015 vond er een mislukte staatsgreep plaats in Burkina Faso. Een hervormingscommissie had geadviseerd om de presidentiële beveiligingsgarde op te heffen. In reactie daarop namen leden van de garde twee dagen later president Kafando en premier Zida gevangen en installeerden de “nationale raad voor democratie” met Gilbert Diendéré aan het hoofd.
Stafchef van het leger Pingrenoma Zagré koos de kant van Kafando en Zida en riep de coupplegers op de wapens neer te leggen, met de belofte dat hun dan niets zou overkomen. Zowel de president als premier werd na enkele dagen vrijgelaten. De presidentiële garde werd ontbonden. De tegoeden van verschillende (vermeende) coupplegers werden bevroren, waaronder de tegoeden van vier oppositiepartijen en twee presidentskandidaten, die tevens geweerd werden van de verkiezingen.

## Onder Kaboré (2015-2022)
De regering schreef nieuwe verkiezingen uit voor 29 november 2015. In de eerste ronde werd Roch Marc Christian Kaboré van de Volkspartij voor Vooruitgang gekozen. Zijn partij behaalde tevens een meerderheid in het parlement. Onder Kaboré staat Burkina Faso voor tal van uitdagingen. Tachtig procent van de bevolking is afhankelijk van de landbouw en katoenhandel. Er is geen toegang tot de zee, er zijn vaak droogtes, terwijl er tegelijkertijd een sterke bevolkingsgroei is.
Meer dan 60 procent van de Burkinezen is moslim, terwijl een kwart rooms-katholiek is en 7 procent protestants. Sinds 2015 is er met name in de noordelijke provincies een forse toename in geweld tegen kerken. Meerdere aanslagen zijn uitgevoerd door Al Qaida. Vanaf januari 2019 vluchtte een half miljoen inwoners naar elders in het land of naar het buitenland voor aanvallen van extremistische moslims. Met name de provincie Sanmatenga werd zwaar geraakt. Daar betrof het jihadisten uit Mali.
Op 24 januari 2022 werd Kaboré afgezet als president door militairen.
Geschiedenis van:
Algerije · Angola · Benin · Botswana · Burkina Faso · Burundi · Centraal-Afrikaanse Republiek · Comoren · Congo-Brazzaville · Congo-Kinshasa · Djibouti · Egypte · Equatoriaal-Guinea · Eritrea · Ethiopië · Gabon · Gambia · Ghana · Guinee-Bissau · Guinee-Conakry · Ivoorkust · Kaapverdië · Kameroen · Kenia · Lesotho · Liberia · Libië · Madagaskar · Malawi · Mali · Marokko · Mauritanië · Mauritius · Mozambique · Namibië · Niger · Nigeria · Oeganda · Rwanda · Sao Tomé en Principe · Senegal · Seychellen · Sierra Leone · Soedan · Somalië · Somaliland · Swaziland · Tanzania · Togo · Tsjaad · Tunesië · Westelijke Sahara · Zambia · Zimbabwe · Zuid-Afrika · Zuid-Soedan
Noord-Afrika · West-Afrika